# Moesziomyces antarcticus
Moesziomyces antarcticus (auch Candida antarctica) ist ein Ständerpilz aus der Familie der Brandpilzverwandten (Ustilaginaceae). Aus der Art stammen synthetisch und industriell relevante Enzyme.

## Merkmale
Die Sporenbehälter (Sori) werden in den zerstreut liegenden Fruchtknoten des Wirtes gebildet, manchmal auch in den Blättern. Sie sind kugelig bis eiförmig, zwei bis drei Millimeter lang und von einer glatten grünen Membran des Wirtsgewebes umhüllt, die bei Reife braun wird und unregelmäßig aufreißt, um eine körnige, dunkelbraune bis schwarze Masse an Sporenkugeln freizugeben. Eine Columella fehlt. Die Sporenkugeln sind unterschiedlich groß und geformt. Sie sind kugelig, eiförmig, langgestreckt bis unregelmäßig. Sie werden 130 bis 200 Mikrometer groß, sind dunkelbraun und bestehen aus mehreren hundert Sporen, die durch sterile Hyphen und Sporennetze fest verbunden sind. Die Sporen selber sind kugelig, eiförmig bis unregelmäßig und polyedrisch, sie werden 8,5 bis 9,5 (selten 8 bis 10) Mikrometer lang und 7 bis 9 (selten 6 bis 10) Mikrometer breit. Sie haben oft Netze und Flügel und sind fast durchscheinend bis blass gelblich-braun. Ihre Zellwand ist 0,5 Mikrometer dick und glatt. Die sterilen Zellen in den Sporenkugeln sind bei Reife manchmal leer, sie sind dünnwandig und mit unregelmäßigen Netzen und Flügeln an der Oberfläche, wenn die Sporen sich trennen. Andere sterile Zellen sind kugelig, haben eine ähnliche Größe als die Sporen, sind auch gleich gefärbt, ihre Zellwand ist aber 1 bis 1,5 Mikrometer dick.

## Ökologie
Moesziomyces antarcticus lebt auf Hühnerhirse (Echinochloa crus-galli) und scheint in Ostasien verbreitet.

## Entdeckung
Moesziomyces antarcticus wurde zuerst aus dem Sediment des Vandasees in der Antarktis isoliert. Sie kommt jedoch auch anderswo vor und wurde beispielsweise in Japan gefunden.

## Bedeutung
Moesziomyces antarcticus bildet zwei thermostabile Lipasen, die große Bedeutung als Katalysatoren haben. Im Zusammenhang mit diesen Enzymen wird die Art fast ausschließlich als Candida antarctica bezeichnet. Die Lipasen heißen Candida-antarctica-Lipase A und B. Durch heterologe Expression in Aspergillus oryzae können die Lipasen biotechnologisch gewonnen werden und werden auch industriell eingesetzt. Verwendet werden die Lipasen für Veresterungen, Umesterungen sowie Esterhydrolysen. Insbesondere Candida-antarctica-Lipase B ist als Katalysator relevant, da sie einerseits alle Esterbindungen in Triglyceriden spalten kann – während viele Enzyme nur die in Position 1 und 3 des Glycerins spalten können – und andererseits diverse stereoselektive Reaktionen ermöglicht.

## Systematik
Moesziomyces antarcticus wurde 1969 von Shoji Goto, Junta Sugiyama und Hiroshi Iizuka als Sporobolomyces antarcticus erstbeschrieben. 2015 wurde die Art von Qi Ming Wangg, Dominik Begerow, Feng Yan Bai und Teun Boekhout zum heutogen Namen umkombiniert. Sie ist auch unter ihrem Synonym Candida antarctica bekannt.